# Mary Travers
Mary Allin Travers (Louisville, 9 de novembro de 1936 - Danbury, 16 de setembro de 2009) foi uma cantora americana integrante do trio Peter, Paul and Mary. Travers fez sucesso nos anos 60 com as populares músicas  "If I had a hammer", "Lemon tree," "Leaving on a jet Plane" e "Puff (The Magic Dragon)" e foi também defensora dos direitos civis junto a sua banda. Morreu aos 72 anos, vítima de leucemia.